# Liste der Hörfunksender in Namibia
Diese Liste der Hörfunksender in Namibia führt alle Hörfunkveranstalter in Namibia auf. Diese bedürfen (mit Ausnahme der NBC) der rundfunkrechtlichen Zulassung (broadcasting service licence) und ferner (einschließlich der NBC) der Frequenzzuweisung (spectrum use license) durch die Kommunikationsregulierungsbehörde von Namibia (CRAN).

## Liste
| Programmname                                  | Sitz               | Senderanzahl (Hauptfrequenz) | Sprachen            | Lizenzart            | Marktanteil (2014) |
| --------------------------------------------- | ------------------ | ---------------------------- | ------------------- | -------------------- | ------------------ |
| 99FM                                          | Windhoek           | 11 (99.0)                    | Englisch            | kommerziell          | 5,56 %             |
| Adventist Development & Relief Agency Namibia | Windhoek           | 4 (Gobabis 89.2)             | Englisch            | gemeinschaftlich     |                    |
| EFM Radio Carol Ann van der Walt              | Swakopmund         | 1 (91.5)                     | Englisch            | kommerziell          | 0,12 %             |
| Kosmos                                        | Windhoek           | 12 (94.1)                    | Afrikaans           | kommerziell          | 1,82 %             |
| Fresh FM                                      | Windhoek           | 7 (102.9)                    | Englisch            | kommerziell          | 8,40 %             |
| Kairos Radio                                  | Rehoboth           | 1 (97.1)                     | Englisch            | kommerziell          | 0,05 %             |
| Hardap Radio                                  |                    |                              | Englisch            | kommerziell          |                    |
| Hitradio Namibia                              | Windhoek           | 5 (99.5)                     | Deutsch             | kommerziell          | 0,56 %             |
| Hype Radio                                    |                    |                              | Englisch            | kommerziell          |                    |
| Eagle FM                                      | u. a. Windhoek     | 16 (Okahandja 104.0)         | Englisch            | kommerziell          |                    |
| Base FM                                       | Windhoek           | 1 (106.2)                    | Englisch            | gemeinschaftlich     | 2,09 %             |
| Khorixas Youth & Community Media Centre       | Khorixas           | 1 (105.8)                    | Englisch            | kommerziell          |                    |
| Kunene Community Radio                        | Opuwo              | 1 (94.3)                     | Englisch            | gemeinschaftlich     |                    |
| Kanaal 7                                      | Windhoek           | 41 (104.5 & 102.3)           | Afrikaans           | gemeinschaftlich     | 4,17 %             |
| NAMCOL Campus Radio                           | Ongwediva          | 1 (102.7)                    | Englisch            | gemeinschaftlich     |                    |
| Omaheke Community Radio                       | Gobabis            | 1 (96.1)                     | Englisch            | gemeinschaftlich     |                    |
| Omulunga Radio                                | Windhoek           | 16 (100.9)                   | Oshivambo           | kommerziell          | 11,37 %            |
| Oranjemund Community Radio (O-FM)             | Oranjemund         | 1 (91.0)                     | Englisch            | gemeinschaftlich     | 0,01 %             |
| Otji FM                                       | Otjiwarongo        | 1 (102.3)                    | Englisch            | kommerziell          |                    |
| Rapids FM                                     | Rundu              | 1 (107.7)                    | Rukavango u. a.     | kommerziell          |                    |
| Energy 100 FM                                 | Windhoek           | 9 (100.0)                    | Englisch            | kommerziell          | 7,02 %             |
| Nova (ehem. Radio Kudu, 1FM, Jacc)            | Windhoek           | 20 (103.5)                   | Englisch            | kommerziell          | 0,42 %             |
| Radiowave                                     | Windhoek           | 18 (87.8)                    | Englisch            | kommerziell          | 1,83 %             |
| Desert Radio                                  | Windhoek           | 1                            | Englisch            | kommerziell          |                    |
| Shalo'm Messenger Ministries                  |                    |                              | Englisch            | gemeinschaftlich     |                    |
| Shipi FM                                      | Ondangwa, Windhoek | 2 (Ondangwa 103.6)           | Oshivambo, Englisch | gemeinschaftlich     |                    |
| ǁKharas FMKlicklaut                           | Keetmanshoop       | 1 (102.3)                    | Englisch            | gemeinschaftlich     | 0,42 %             |
| Informanté Radio                              | Windhoek           | 6 (Otjiwarongo 105.9)        | Englisch            | kommerziell          |                    |
| Universal Media FM                            | Okahandja          | 1 (105.5)                    | Englisch            | kommerziell          |                    |
| UNAM Radio                                    | Windhoek           | 1 (97.4)                     | Englisch            | gemeinschaftlich     | 0,73 %             |
| Usakos FM                                     | Usakos             | 1 (88.0)                     | Englisch            | gemeinschaftlich     |                    |
| West Coast FM                                 | Swakopmund         | 2 (107.7)                    | Englisch            | kommerziell          | 0,44 %             |
|                                               |                    |                              |                     |                      |                    |
| NBC Kati FM                                   | Oshakati           | 36 (97.4; W: 98.2)           | Oshivambo           | öffentlich-rechtlich | 20,49 %            |
| NBC Omurari FM                                | Windhoek           | 29 (101.7)                   | Otjiherero          | öffentlich-rechtlich | 6,68 %             |
| NBC Kaisames                                  | Windhoek           | 35 (105.3)                   | Damara-Nama         | öffentlich-rechtlich | 5,55 %             |
| NBC Wato FM                                   | Rundu              | 21 (93.2; W: 107.1)          | Rukavango           | öffentlich-rechtlich | 4,60 %             |
| NBC National FM                               | Windhoek           | 46 (92.6)                    | Englisch            | öffentlich-rechtlich | 11,56 %            |
| NBC Hartklop FM                               | Windhoek           | 34 (88.6 & 89.5)             | Afrikaans           | öffentlich-rechtlich | 2,28 %             |
| NBC Funkhaus Namibia                          | Windhoek           | 22 (94.9 & 95.8)             | Deutsch             | öffentlich-rechtlich | 0,20 %             |
| NBC TYSfm                                     | Windhoek           | 18 (90.4)                    | Setswana            | öffentlich-rechtlich | 0,51 %             |
| NBC Ñwanyi                                    | Katima Mulilo      | 19 (95.8; W: 93.5)           | Silozi              | öffentlich-rechtlich | 2,02 %             |
| NBC ǃAH FM                                    | Tsumkwe            | 10 (103.5)                   | San                 | öffentlich-rechtlich |                    |
| NBC Touch FM                                  | Windhoek           | 1 (91.7)                     | Englisch            | öffentlich-rechtlich |                    |